# 普請
普請（ふしん）とは、普く（あまねく）請う（こう）とも読み広く平等に奉仕（資金・労力・資金の提供）を願う事であり、社会基盤を地域住民で作り維持していく事を指し、現在では公共の社会基盤を受益する共同の人々または公共事業により建設（建築と土木を併せ建設という）および修繕、維持する事。

## 概要
端的にいえば互助活動や相互扶助や自治としての建設（修繕、模様替も含まれる）の為の労力や資金の提供を求める事をさす。建設と言う言葉自体が明治時代に外来語を翻訳した時に出来た和製熟語でありそれ以前は普請と言った。
相互扶助としての普請（結ともいう）
貨幣経済の発達前には、近隣の協力を得て家屋を立てたことから、現在においても家を建てることを普請するともいうが、具体的には「家普請」といい、地域の事情により古くから大工と言う職業が多数存在する地域もあったが、自治単位の人口の少ないところでは、十分の付き合い（相互扶助のこと村八分と言う言葉で知られる）の一つとして建前（上棟）には人手がいるためお互い様として地域住民が積極的に手伝う事が当然であった。現在でもその風習が残っているところも多く存在する。また結普請の参加者を詳細に記録したものを「普請帳」といった。
その他の現在でも残る例としては萱普請（屋根普請）や溝普請があり、萱普請は萱葺き屋根の葺き替えを近隣に無償にて作業してもらう事である。溝普請は用水路や排水路（どぶ）などを地域住民で清掃することが一般的に知られている。なお様々な理由で参加できない者は炊き出しなどの費用として金銭を支払うなどとする所もある。ごみ集積場の清掃作業の持ち回りも新たに出来た普請（結い）といえるだろう。
公共事業としての普請や自治としての普請
自治としては江戸時代の町奉行の設立により、町単位で自治が認められそれに伴い社会基盤は自前で行う範囲が発生した資金を町人（現在の地方議員と金持ちを兼ねた様な存在）を始めとする大店（おおだな）などが負担し、おもに大工、鳶、木材商などに従事する者が行った。具体的には、道や石垣、井戸や上水道の木管の敷設や排水溝（どぶ）の布設、鯨舟鞘廻御用での橋梁建設や町火消での消火活動などが挙げられる。
村や町においても自治の政（祭り、政治の事）の中心的な存在として寺社がありその普請を寺社普請といい、管轄や由来によっては御上が行う寺社普請も数多く存在した。
農林水産業などが基幹産業である地域で自治や公共事業として灌漑用水路や溜池、林道や筏場、港湾や防波堤などの普請が行われてきた。
主要都市の公共事業としては幕府が行った海運荷役や人口増加の為の埋め立てや治水や河川荷役の為の護岸工事を始めとし、埋立地や護岸の締め固めを目的とした桜の植樹や花火の打ち上げの奨励や遊廓の設置なども広義では普請と言えるだろう。
国や地方自治体が行う公営賭博や宝くじも、歴史的に見れば寺社普請を真似た上に、国や地方自治体が独占した普請の手段と言える。

## 歴史

### 起源
由来
普請は仏教用語で、ふしんの読み仮名は禅宗が伝えた為、唐音が使われる（燃燈仏などを参照）。類語に勧進（かんじん）がある。
意味
普（あまね）く人々に請（こ）うことであり、禅宗の信者が力を合わせて作業に従事するという意味であったが、後には寺社普請としてまたは、集落において受益者が合意して作業に従事することも指すようになった。

### 役職としての普請
室町幕府、江戸幕府などで、築城などの役務・役職名として普請も用いられた。これは本来の用法である自らの意思に基づく社会参加とは意をことにするものであるが、幕府による景気対策や生活困窮者の救済措置である側面を持つ。ちなみに幕府による、棒手売（街商や物売りのこと）の鑑札の発行も弱者優先であり生活困窮者の救済の政策であった。
- 勘定奉行（かんじょうぶぎょう） - 税の徴収や訴訟を扱う公事方に対し、「勝手方」という部署が河川の橋梁などの普請を取り仕切っていた。
- 用水奉行（ようすいぶぎょう） - 河川やそれに架かる橋、洪水、水田や用水路に係わる普請を行った。地域によっては普請奉行が兼ねたり含まれたりする場合もある。
- 下三奉行
  - 作事奉行（さくじぶぎょう） - 幕府管轄の建築物の造営や修理をした。作事が建築を表す言葉である事が解る。
  - 普請奉行（ふしんぶぎょう） - 城下や城の石垣や堀、土木や建築物の地縄張りや基礎工事および上水道の管理。
  - 小普請奉行（こぶしぶぎょう） - 城やそれに付随する建物の修理、営繕。
- 小普請 - 役職に就いていない御家人や旗本。
- 小普請支配（こぶしんしはい） - 小普請の御家人や旗本を支配する役職。

### 救済措置としての普請
- 町屋普請 - 大火の後に実施することもあり、京都における天明の大火の町屋普請などが知られる。
- 大名手伝普請 - 関東における寛保洪水の後に行われた各大名に負担させた洪水の復興や修繕の為の普請。
- 小普請 - 収入が少なく職の無い下級武士の救済でもあった。
- 御救普請 - 景気対策や生活困窮者を助ける為に幕府が行った公共事業である。江戸幕府の基本政策である埋め立てや治水のための護岸工事がこれにあたる。

## 普請の種類
下記記述は分類の上で重複または用途目的が同じものもある。

### 自普請
庶民の相互扶助や自治としての普請
- 普請 - 「結い」ともいい、職業や立場など関係ない根源的な相互扶助であり、無償である事が前提である普請で近所付き合い（十分の付き合い）ともいえる。
  - 家普請 - 上記概要を参照。
    - 屋根普請 - 上記概要を参照。

  - 田普請 - 田んぼに係わる付帯施設において個人や共有するものの普請。
  - 溝普請 - 上記概要を参照。
- 寺社普請 - 寺社の造営、修繕や維持管理を目的としたもので、具体的には参道や境内、門前町において祭りや縁日を開催し、出店者から売り上げの一部を、場所代として提供してもらう事や、宝くじの元となった富くじの収益や、庶民が自ら行う賭博が合法であった時代には、賭博開帳の場所代としての寺銭などが挙げられる。広義の意味では賽銭も寺社普請と言えるだろう。
- 村普請 - 農林水産のいずれかが基幹産業である場合が多く、その付帯施設や基盤整備を指す。ただし村普請方という役職もあり御上（おかみ）主導で集落や自治単位の負担で行われる村普請もあった。
- 町普請 - 町の社会基盤の整備であるが、村普請と違う点は出資者が町人や大店であり、労役は専門職の者が行ったので普く請う形ではなかった。町人や大店は名誉職と割り切り利潤の還元という処世術でもあった。大工や鳶は町大工や町鳶と呼ばれ「町」という冠が付いた事と、地域の仕事は優先的に受注できるという、不文律を得る為の手段でもあった。

### 御普請
自普請以外の普請

#### 公共の普請
御救普請の意味合いを兼ねる事も多い
- 救済措置としての普請
  - 災害復興
    - 大名手伝普請 - 上記歴史の「救済措置としての普請」を参照。
    - 町屋普請 - 上記歴史の「救済措置としての普請」を参照。

  - 雇用促進
    - 小普請 - 上記歴史の「救済措置としての普請」を参照。
    - 御救普請 - 上記歴史の「救済措置としての普請」を参照。
- 天下普請 - 江戸幕府の基本政策である社会基盤全般の整備である。詳しくは天下普請を参照。
  - 用途による種別
    - 道普請
    - 用水普請 - 河川や治水、用水など水の利用全般の普請。
      - 田普請・新田普請 - 自普請で賄えない規模の田んぼの治水用水に係わる普請や新たな田園の造営。
      - 橋普請
      - 川普請 - 川除御普請所などがおかれ河川の治水を行っていた。
        - 堰(せき、せぎ)普請
        - 土手普請
- 行政の規模や負担者による種別
  - 公儀御普請 - 天下普請の事でもあるが個々の具体的な幕府が行う普請。
  - 大名手伝普請 - 広い地域における費用が多くかかる普請で大名に負担させるもの。
  - 国役普請 - 国（藩）単位で行う普請。
  - 領主普請 - 領主が行うその管轄における普請。

#### 公共ではないが御上が行う普請
- 城普請 - 城郭の建築であり、特に戦国時代に発達した。その後江戸時代には幕府が各大名が蓄財出来ない様に定期的にこれを行わせた。また戦国時代の築城は城壁に纏わる土木・組石造などの技術が培い、その後の江戸時代のとび職の祖となった曳き屋業や土手人足などの土木技術の礎となった。
- 神殿普請

## 普請に纏わる言葉
- 安普請 - 費用を安く上げ汎用の資材や造作を使った安っぽい建築や建物のこと。
- 普請道楽 - 好事家や趣味人が蓄財を数寄屋造りなどの建築に費やしたり次々に住まいなどを建て替える事。
- 普請帳 - 結普請を詳細に記録した帳面、帳簿のこと。
- 普請絵図 - 普請を行う時の設計図のこと。
- 普請負け - 家屋の普請をしてその祝事に反し、よくない事が起こるという迷信。